# Boeing XP-15
Boeing XP-15 là một mẫu thử nghiệm máy bay tiêm kích một tầng cánh của Hoa Kỳ, đây là mẫu máy bay thứ hai được chỉ định sau Boeing XP-9.

## Thiết kế và phát triển
Mẫu máy bay này về cơ bản là một phiên bản một tầng cánh của Boeing P-12, sự khác nhau là nó chỉ giữ lại cánh cao và được chế tạo hoàn toàn bằng kim loại cũng như thay đổi các cánh nhỏ.
Boeing gọi mẫu máy bay này là Model 202; trong khi Lục quân Hoa Kỳ gọi mẫu máy bay này khi thử nghiệm với tên gọi XP-15, quân đội không bao giờ mua nó, và nó được giữ lại với tên đăng ký dân dụng là X-270V.
Nó bay lần đầu vào tháng 1-1930, người ta phát hiện ra cánh đuôi đứng (một loại P-12C) phải lớn hơn để bù lại việc mất đi cánh dưới, khi từ máy bay hai tầng cánh sang máy bay một tầng cánh. Thử nghiệm ban đầu cho thấy tốc độ lớn nhất là 178 mph, nhưng với đuôi lớn hơn và Townend ring, nó có tốc độ lên với 190 mph trên độ cao 8.000 ft. Khả năng hoạt động của máy bay khá tệ, với tốc độ lên cao kém và tốc độ khi hạ cánh lớn. USAAC không đặt mua máy bay và vào ngày 7 tháng 2-1931, mẫu thử nghiệm đã bị phá hủy khi một lưỡi cánh quạt bị hỏng và động cơ văng khỏi đế gắn.
Hải quân Mỹ cũng được cung cấp mẫu thử nghiệm tương tự tên là Model 205. Nó bay lần đầu vào tháng 2-1930. Nó được đặt hàng bởi Hải quân Hoa Kỳ, nhưng vào thời điểm chuyến bay thử nghiệm hoàn thành vào năm 1932, các máy bay khác đã được đặt hàng để thay thế. Tuy nhiên, chiếc máy bay một tầng cánh đầu tiên của Hải quân Mỹ đã được đặt tên gọi là XF5B.

## Quốc gia sử dụng
United States
- Lục quân Hoa Kỳ

## Thông số kỹ thuật (XP-15)
Dữ liệu Angelucci, 1987. các trang 81-82.

### Đặc điểm riêng
- Tổ lái: 1
- Chiều dài: 21 ft 0 in (6.40 m)
- Sải cánh: 30 ft 6 in (9.29 m)
- Chiều cao: 9 ft 4.5 in (2.84 m)
- Diện tích cánh: 157.3 ft² (14.61 m²)
- Trọng lượng rỗng: 2.052 lb (931 kg)
- Trọng lượng cất cánh: n/a
- Trọng lượng cất cánh tối đa: 2.746 lb (1.246 kg)
- Động cơ: 1 × Pratt & Whitney SR-1340D, 525 hp (kW)

### Hiệu suất bay
- Vận tốc cực đại: 190.2 mph (306 km/h)
- Vận tốc hành trình: 160 mph (257 km/h)
- Tầm bay: 420 dặm (676 km)
- Trần bay: 27.650 ft (8.428 m)
- Vận tốc lên cao: 1800 ft/min (9.15 m/s)
- Lực nâng của cánh:
- Lực đẩy/trọng lượng:

### Vũ khí
- 2x súng máy.30 inch